# Ordine reale del Buthan
L'Ordine reale del Buthan è un ordine cavalleresco del Bhutan.

## Storia
L'ordine è stato fondato nel 1966 dal re Jigme Dorji Wangchuck per premiare le persone che hanno contribuito in vari modi allo sviluppo socioeconomico, religioso e politico e alla crescita del Bhutan.
Esso può essere presentato sia a i cittadini del Bhutan che agli stranieri.

## Classi
L'ordine dispone delle seguenti classi di benemerenza:
- Cavaliere di I classe: distintivo al collo e stella sul petto.
- Cavaliere di II classe: distintivo al collo.
- Cavaliere di III classe: medaglia sul petto.

## Insegne
- Il "nastro" è suddiviso in nove parti, la prima e la nona sono gialle, la seconda e l'ottava sono arancione chiaro, la terza e la settima sono arancione scuro, la quarta e la sesta sono rosse e la quinta è bianca.

## Insigniti notabili
- Jigme Yoser Thinley, primo ministro del Bhutan (2 giugno 1999).
- Principessa Ashi Pema Choden Wangchuck, figlia minore del re Jigme Wangchuck.